# Lista siturilor arheologice din județul Călărași - V
Lista siturilor arheologice din județul Călărași - V conține toate siturile arheologice din județul Călărași înscrise în Repertoriul Arheologic Național (RAN) și aflate în localități al căror nume începe cu litera V. RAN este administrat de Ministerul Culturii și Patrimoniului Național și cuprinde date științifice, cartografice, topografice, imagini și planuri, precum și orice alte informații privitoare la zonele cu potențial arheologic, studiate sau nu, încă existente sau dispărute.
Puteți căuta un sit din localitățile care încep cu litera V folosind formularul de mai jos sau puteți naviga prin toate siturile din județ la Lista siturilor arheologice din județul Călărași.
| Cod RAN                                   | Denumire | Localitate                              | Adresă                    | Datare                               | Descoperit                           | Coordonate                                    | Imagine           | Erori            |
| ----------------------------------------- | --- | --------------------------------------- | ------------------------- | ------------------------------------ | ------------------------------------ | --------------------------------------------- | ----------------- | ---------------- |
| 104779.01.01 (Cod LMI: CL-I-m-B-14587.01) | Situl arheologic de la Valea Popii-Coada Malului / ansamblu anonim (Categorie: locuire civilă) (Tip: Locuire)                          | sat Valea Popii, comuna Radovanu        | Coada Malului             | Tei                                  | 1960                                 | 44°10′03″N 26°32′28″E / 44.1675°N 26.54111°E  | Încărcați imagine | Raportați eroare |
| 104779.01.02 (Cod LMI: CL-I-m-B-14587.01) | Situl arheologic de la Valea Popii-Coada Malului / ansamblu anonim (Categorie: locuire civilă) (Tip: Așezare)                          | sat Valea Popii, comuna Radovanu        | Coada Malului             | getică                               | 1960                                 | 44°10′03″N 26°32′28″E / 44.1675°N 26.54111°E  | Încărcați imagine | Raportați eroare |
| 104779.01.03 (Cod LMI: CL-I-m-B-14587.01) | Situl arheologic de la Valea Popii-Coada Malului / ansamblu anonim (Categorie: locuire civilă) (Tip: Așezare)                          | sat Valea Popii, comuna Radovanu        | Coada Malului             | Dridu sec. IX - XI                   | 1960                                 | 44°10′03″N 26°32′28″E / 44.1675°N 26.54111°E  | Încărcați imagine | Raportați eroare |
| 104779.01.04 (Cod LMI: CL-I-m-B-14587.01) | Situl arheologic de la Valea Popii-Coada Malului / ansamblu anonim (Categorie: locuire civilă) (Tip: Așezare)                          | sat Valea Popii, comuna Radovanu        | Coada Malului             | Dridu                                | 1960                                 | 44°10′03″N 26°32′28″E / 44.1675°N 26.54111°E  | Încărcați imagine | Raportați eroare |
| 105838.01.01 (Cod LMI: CL-I-s-B-14588)    | Așezarea Latene de la Vasilați - "Moș Neagu" / ansamblu anonim (Categorie: locuire civilă) (Tip: Așezare)                              | sat Vasilați, comuna Vasilați           | Moș Neagu                 | Dudești mileniul V a. Chr.           | 1968                                 |                                               | Încărcați imagine | Raportați eroare |
| 93478.01.01 (Cod LMI: CL-I-s-B-14590)     | Situl arheologic de la Vărăști - Grădiștea Ulmilor / ansamblu anonim (Categorie: locuire civilă) (Tip: Așezare)                        | sat Vărăști, comuna Dorobanțu           | Grindul Grădiștea Ulmilor | Boian                                |                                      | 44°10′32″N 27°13′02″E / 44.17553°N 27.21714°E | Încărcați imagine | Raportați eroare |
| 93478.01.02 (Cod LMI: CL-I-s-B-14590)     | Situl arheologic de la Vărăști - Grădiștea Ulmilor / ansamblu anonim (Categorie: locuire civilă) (Tip: Necropolă)                      | sat Vărăști, comuna Dorobanțu           | Grindul Grădiștea Ulmilor | Boian                                |                                      | 44°10′32″N 27°13′02″E / 44.17553°N 27.21714°E | Încărcați imagine | Raportați eroare |
| 93478.01.03 (Cod LMI: CL-I-s-B-14590)     | Situl arheologic de la Vărăști - Grădiștea Ulmilor / ansamblu anonim (Categorie: locuire civilă) (Tip: Așezare)                        | sat Vărăști, comuna Dorobanțu           | Grindul Grădiștea Ulmilor | Gumelnița                            |                                      | 44°10′32″N 27°13′02″E / 44.17553°N 27.21714°E | Încărcați imagine | Raportați eroare |
| 93478.01.04 (Cod LMI: CL-I-s-B-14590)     | Situl arheologic de la Vărăști - Grădiștea Ulmilor / ansamblu anonim (Categorie: locuire civilă) (Tip: Necropolă)                      | sat Vărăști, comuna Dorobanțu           | Grindul Grădiștea Ulmilor | Gumelnița                            |                                      | 44°10′32″N 27°13′02″E / 44.17553°N 27.21714°E | Încărcați imagine | Raportați eroare |
| 93478.01.05 (Cod LMI: CL-I-s-B-14590)     | Situl arheologic de la Vărăști - Grădiștea Ulmilor / ansamblu anonim (Categorie: locuire civilă) (Tip: Necropolă)                      | sat Vărăști, comuna Dorobanțu           | Grindul Grădiștea Ulmilor |                                      |                                      | 44°10′32″N 27°13′02″E / 44.17553°N 27.21714°E | Încărcați imagine | Raportați eroare |
| 93478.01.06 (Cod LMI: CL-I-s-B-14590)     | Situl arheologic de la Vărăști - Grădiștea Ulmilor / ansamblu anonim (Categorie: locuire civilă) (Tip: Așezare)                        | sat Vărăști, comuna Dorobanțu           | Grindul Grădiștea Ulmilor |                                      |                                      | 44°10′32″N 27°13′02″E / 44.17553°N 27.21714°E | Încărcați imagine | Raportați eroare |
| 93478.01.07 (Cod LMI: CL-I-s-B-14590)     | Situl arheologic de la Vărăști - Grădiștea Ulmilor / ansamblu anonim (Categorie: locuire civilă) (Tip: așezare)                        | sat Vărăști, comuna Dorobanțu           | Grindul Grădiștea Ulmilor | Coslogeni sf. Mil. II î.Hr.          |                                      | 44°10′32″N 27°13′02″E / 44.17553°N 27.21714°E | Încărcați imagine | Raportați eroare |
| 105838.02.01 (Cod LMI: CL-I-s-B-14589)    | Așezarea Latne de la Vasilați / ansamblu anonim (Categorie: locuire civilă) (Tip: Așezare)                                             | sat Vasilați, comuna Vasilați           |                           | geto-dacică                          | 1969                                 |                                               | Încărcați imagine | Raportați eroare |
| 105767.01.01 (Cod LMI: CL-I-m-B-14591.01) | Situl arheologic de la Vlădiceasca-Gherghelăul Mic / ansamblu anonim (Categorie: locuire civilă) (Tip: Tell)                           | sat Vlădiceasca, comuna Valea Argovei   | Gherghelăul Mic           | Boian                                | Done Șerbănescu, George Trohani 1972 | 47°20′33″N 26°47′35″E / 47.34239°N 26.793°E   | Încărcați imagine | Raportați eroare |
| 105767.01.02 (Cod LMI: CL-I-m-B-14591.01) | Situl arheologic de la Vlădiceasca-Gherghelăul Mic / ansamblu anonim (Categorie: locuire civilă) (Tip: Tell)                           | sat Vlădiceasca, comuna Valea Argovei   | Gherghelăul Mic           | Gumelnița                            | Done Șerbănescu, George Trohani 1972 | 47°20′33″N 26°47′35″E / 47.34239°N 26.793°E   | Încărcați imagine | Raportați eroare |
| 105767.01.03 (Cod LMI: CL-I-m-B-14591.01) | Situl arheologic de la Vlădiceasca-Gherghelăul Mic / ansamblu anonim (Categorie: locuire civilă) (Tip: Tell)                           | sat Vlădiceasca, comuna Valea Argovei   | Gherghelăul Mic           | geto-dacică sec. IV-III              | Done Șerbănescu, George Trohani 1972 | 47°20′33″N 26°47′35″E / 47.34239°N 26.793°E   | Încărcați imagine | Raportați eroare |
| 105767.01.04 (Cod LMI: CL-I-m-B-14591.01) | Situl arheologic de la Vlădiceasca-Gherghelăul Mic / ansamblu anonim (Categorie: locuire civilă) (Tip: necropola)                      | sat Vlădiceasca, comuna Valea Argovei   | Gherghelăul Mic           |                                      | Done Șerbănescu, George Trohani 1972 | 47°20′33″N 26°47′35″E / 47.34239°N 26.793°E   | Încărcați imagine | Raportați eroare |
| 105767.02.01 (Cod LMI: CL-I-m-B-14592.01) | Situl arheologic de la Vlădiceasca - "Ghergălăul Mare" / ansamblu anonim (Categorie: locuire civilă) (Tip: Tell)                       | sat Vlădiceasca, comuna Valea Argovei   | Gherghelăul Mare          | Boian - Vidra                        | Done Șerbănescu, George Trohani 1972 | 44°20′31″N 26°47′35″E / 44.34204°N 26.79306°E | Încărcați imagine | Raportați eroare |
| 105767.02.02 (Cod LMI: CL-I-m-B-14592.01) | Situl arheologic de la Vlădiceasca - "Ghergălăul Mare" / ansamblu anonim (Categorie: locuire civilă) (Tip: Tell)                       | sat Vlădiceasca, comuna Valea Argovei   | Gherghelăul Mare          | Gumelnița - A1, A2, B                | Done Șerbănescu, George Trohani 1972 | 44°20′31″N 26°47′35″E / 44.34204°N 26.79306°E | Încărcați imagine | Raportați eroare |
| 105767.02.03 (Cod LMI: CL-I-m-B-14592.01) | Situl arheologic de la Vlădiceasca - "Ghergălăul Mare" / ansamblu anonim (Categorie: locuire civilă) (Tip: așezare)                    | sat Vlădiceasca, comuna Valea Argovei   | Gherghelăul Mare          | sec. IV-III                          | Done Șerbănescu, George Trohani 1972 | 44°20′31″N 26°47′35″E / 44.34204°N 26.79306°E | Încărcați imagine | Raportați eroare |
| 105721.01.01                              | Situl arheologic de la Valea Argovei - Ostrovul "La Leu" / ansamblu anonim (Categorie: locuire) (Tip: Așezare)                         | sat Valea Argovei, comuna Valea Argovei | Ostrovul La Leu           | geto-dacică                          | Done Șerbănescu, George Trohani 1972 |                                               | Încărcați imagine | Raportați eroare |
| 105721.01.02                              | Situl arheologic de la Valea Argovei - Ostrovul "La Leu" / ansamblu anonim (Categorie: locuire) (Tip: Așezare)                         | sat Valea Argovei, comuna Valea Argovei | Ostrovul La Leu           | Sântana de Mureș - Cerneahov sec. IV | Done Șerbănescu, George Trohani 1972 |                                               | Încărcați imagine | Raportați eroare |
| 105721.01.03                              | Situl arheologic de la Valea Argovei - Ostrovul "La Leu" / ansamblu anonim (Categorie: locuire) (Tip: Așezare)                         | sat Valea Argovei, comuna Valea Argovei | Ostrovul La Leu           | Dridu sec. IX-X                      | Done Șerbănescu, George Trohani 1972 |                                               | Încărcați imagine | Raportați eroare |
| 105721.01.04                              | Situl arheologic de la Valea Argovei - Ostrovul "La Leu" / ansamblu anonim (Categorie: locuire) (Tip: Necropolă)                       | sat Valea Argovei, comuna Valea Argovei | Ostrovul La Leu           |                                      | Done Șerbănescu, George Trohani 1972 |                                               | Încărcați imagine | Raportați eroare |
| 105721.02.01                              | Așezarea de sec. IV de la Valea Argovei - proprietatea "Păduraru Nicolae" / ansamblu anonim (Categorie: locuire civilă) (Tip: Așezare) | sat Valea Argovei, comuna Valea Argovei | Păduraru Nicolae          | Sântana de Mureș - Cerneahov sec. IV |                                      | 44°21′15″N 26°46′58″E / 44.35422°N 26.78283°E | Încărcați imagine | Raportați eroare |
| 103620.01.01                              | Așezarea geto-dacică de la Valea Presnei / ansamblu anonim (Categorie: locuire civilă) (Tip: Așezare)                                  | sat Valea Presnei, comuna Gurbănești    |                           | geto-dacică sec. II-I a.Chr.         | 1985                                 | 44°21′22″N 26°44′21″E / 44.35622°N 26.73906°E | Încărcați imagine | Raportați eroare |
| 103620.02.01                              | Așezarea Dridu de la Valea Presnei / ansamblu anonim (Categorie: locuire civilă) (Tip: Așezare)                                        | sat Valea Presnei, comuna Gurbănești    |                           | sec. IX - XI                         |                                      | 44°21′15″N 26°43′45″E / 44.35417°N 26.72917°E | Încărcați imagine | Raportați eroare |
| 103620.03.01                              | Tumulul I de la Valea Presnei / ansamblu anonim (Categorie: descoperire funerară) (Tip: necropola tumulară)                            | sat Valea Presnei, comuna Gurbănești    | Tumulul I                 | Yamnaia                              | 1972                                 | 44°21′13″N 26°43′52″E / 44.35361°N 26.73111°E | Încărcați imagine | Raportați eroare |
| 105721.03.01                              | Așezarea din epoca migrațiilor de la Valea Argovei / ansamblu anonim (Categorie: locuire) (Tip: așezare)                               | sat Valea Argovei, comuna Valea Argovei |                           | Sântana de Mureș - Cerneahov sec. IV | Done Șerbănescu, George Trohani 1972 | 44°20′42″N 26°47′11″E / 44.34509°N 26.78625°E | Încărcați imagine | Raportați eroare |
| 105767.03.01                              | Situl arheologic de la Vlădiceasca-Ostrovul Mare / ansamblu anonim (Categorie: locuire) (Tip: așezare)                                 | sat Vlădiceasca, comuna Valea Argovei   | Ostrovul Mare             | Gumelnița                            | Done Șerbănescu, George Trohani 1972 | 44°20′23″N 26°47′34″E / 44.33986°N 26.79272°E | Încărcați imagine | Raportați eroare |
| 105767.03.02                              | Situl arheologic de la Vlădiceasca-Ostrovul Mare / ansamblu anonim (Categorie: locuire) (Tip: așezare)                                 | sat Vlădiceasca, comuna Valea Argovei   | Ostrovul Mare             | Coslogeni                            | Done Șerbănescu, George Trohani 1972 | 44°20′23″N 26°47′34″E / 44.33986°N 26.79272°E | Încărcați imagine | Raportați eroare |
| 105767.03.03                              | Situl arheologic de la Vlădiceasca-Ostrovul Mare / ansamblu anonim (Categorie: locuire) (Tip: așezare)                                 | sat Vlădiceasca, comuna Valea Argovei   | Ostrovul Mare             | getică                               | Done Șerbănescu, George Trohani 1972 | 44°20′23″N 26°47′34″E / 44.33986°N 26.79272°E | Încărcați imagine | Raportați eroare |
| 105767.03.04                              | Situl arheologic de la Vlădiceasca-Ostrovul Mare / ansamblu anonim (Categorie: locuire) (Tip: așezare)                                 | sat Vlădiceasca, comuna Valea Argovei   | Ostrovul Mare             | Sântana de Mureș - Cerneahov sec. IV | Done Șerbănescu, George Trohani 1972 | 44°20′23″N 26°47′34″E / 44.33986°N 26.79272°E | Încărcați imagine | Raportați eroare |
| 105767.03.05                              | Situl arheologic de la Vlădiceasca-Ostrovul Mare / ansamblu anonim (Categorie: locuire) (Tip: așezare)                                 | sat Vlădiceasca, comuna Valea Argovei   | Ostrovul Mare             | Dridu                                | Done Șerbănescu, George Trohani 1972 | 44°20′23″N 26°47′34″E / 44.33986°N 26.79272°E | Încărcați imagine | Raportați eroare |
| 105767.03.06                              | Situl arheologic de la Vlădiceasca-Ostrovul Mare / ansamblu anonim (Categorie: locuire) (Tip: așezare)                                 | sat Vlădiceasca, comuna Valea Argovei   | Ostrovul Mare             |                                      | Done Șerbănescu, George Trohani 1972 | 44°20′23″N 26°47′34″E / 44.33986°N 26.79272°E | Încărcați imagine | Raportați eroare |
| 105767.04.01                              | Situl arheologic de la Vlădiceasca / ansamblu anonim (Categorie: locuire) (Tip: așezare)                                               | sat Vlădiceasca, comuna Valea Argovei   |                           | getică                               | Done Șerbănescu, George Trohani 1972 | 44°20′31″N 26°47′49″E / 44.34208°N 26.797°E   | Încărcați imagine | Raportați eroare |
| 105767.04.02                              | Situl arheologic de la Vlădiceasca / ansamblu anonim (Categorie: locuire) (Tip: așezare)                                               | sat Vlădiceasca, comuna Valea Argovei   |                           | Sântana de Mureș - Cerneahov sec. IV | Done Șerbănescu, George Trohani 1972 | 44°20′31″N 26°47′49″E / 44.34208°N 26.797°E   | Încărcați imagine | Raportați eroare |
| 105767.04.03                              | Situl arheologic de la Vlădiceasca / ansamblu anonim (Categorie: locuire) (Tip: Locuire)                                               | sat Vlădiceasca, comuna Valea Argovei   |                           | Coslogeni                            | Done Șerbănescu, George Trohani 1972 | 44°20′31″N 26°47′49″E / 44.34208°N 26.797°E   | Încărcați imagine | Raportați eroare |
| 105767.05.01                              | Situl arheologic de la Vlădiceasca-Ochiul lui Velicu / ansamblu anonim (Categorie: locuire) (Tip: așezare)                             | sat Vlădiceasca, comuna Valea Argovei   | Ochiul lui Velicu         | Gumelnița                            | Done Șerbănescu, George Trohani 1972 | 44°20′28″N 26°47′53″E / 44.34111°N 26.79808°E | Încărcați imagine | Raportați eroare |
| 105767.05.02                              | Situl arheologic de la Vlădiceasca-Ochiul lui Velicu / ansamblu anonim (Categorie: locuire) (Tip: așezare)                             | sat Vlădiceasca, comuna Valea Argovei   | Ochiul lui Velicu         | Tei                                  | Done Șerbănescu, George Trohani 1972 | 44°20′28″N 26°47′53″E / 44.34111°N 26.79808°E | Încărcați imagine | Raportați eroare |
| 105767.05.03                              | Situl arheologic de la Vlădiceasca-Ochiul lui Velicu / ansamblu anonim (Categorie: locuire) (Tip: așezare)                             | sat Vlădiceasca, comuna Valea Argovei   | Ochiul lui Velicu         | getică                               | Done Șerbănescu, George Trohani 1972 | 44°20′28″N 26°47′53″E / 44.34111°N 26.79808°E | Încărcați imagine | Raportați eroare |
| 105767.05.04                              | Situl arheologic de la Vlădiceasca-Ochiul lui Velicu / ansamblu anonim (Categorie: locuire)                                            | sat Vlădiceasca, comuna Valea Argovei   | Ochiul lui Velicu         | Sântana de Mureș - Cerneahov         | Done Șerbănescu, George Trohani 1972 | 44°20′28″N 26°47′53″E / 44.34111°N 26.79808°E | Încărcați imagine | Raportați eroare |
| 93478.02.01                               | Așezarea Coslogeni de la Vărăști / ansamblu anonim (Categorie: locuire) (Tip: așezare)                                                 | sat Vărăști, comuna Dorobanțu           |                           | Coslogeni sf. Mil. II î.Hr.          |                                      | 44°12′08″N 26°59′15″E / 44.20216°N 26.98756°E | Încărcați imagine | Raportați eroare |
| 94740.01.01                               | Așezarea Coslogeni de la Vâlcelele / ansamblu anonim (Categorie: locuire) (Tip: așezare)                                               | sat Vâlcelele, comuna Vâlcelele         |                           | Coslogeni sf. Mil. Ii î.Hr.          |                                      | 44°22′35″N 27°08′04″E / 44.37632°N 27.13449°E | Încărcați imagine | Raportați eroare |
| 93922.01.01                               | Așezarea Coslogeni de la Valea Seacă - Valea Gerului / ansamblu anonim (Categorie: locuire) (Tip: așezare)                             | sat Valea Seacă, oraș Lehliu Gară       | Valea Gerului             | Coslogeni sf. Mil. II î.Hr.          |                                      | 44°24′56″N 26°53′47″E / 44.41561°N 26.89635°E | Încărcați imagine | Raportați eroare |